# Cyprinion
Cyprinion es un género de peces de la familia de los Cyprinidae en el orden de los Cypriniformes.

## Especies
Las especies de este género son:
- Cyprinion acinaces
- Cyprinion kais
- Cyprinion macrostomum
- Cyprinion mhalensis
- Cyprinion microphthalmum
- Cyprinion milesi
- Cyprinion semiplotum
- Cyprinion tenuiradius
- Cyprinion watsoni